# 楊明
楊明（英語：Mat Yeung Ming，1981年2月27日—），原名林楊明，祖父姓楊，父親因過繼給祖母而姓林，後改名林明樂。前藝名揚明。，香港男演員、主持和商人，現為無綫電視經理人合約藝員。

## 生平

### 演藝生涯
1999年，楊明於第13期藝員訓練班完成後加入無綫電視，初出道曾獲無綫重用，早年在劇集《娛樂反斗星》中飾演雷霆（影射謝霆鋒）一角，2000年獲公司派往英國愛丁堡參加第三屆世界先生選舉敗選，2007年獲無綫電視安排入讀第21期藝員訓練班，為TVB史上第一人重讀訓練班，初時於多套劇集跑龍套，其後逐漸擔任重要角色。近年多套劇集開始擔任男主角。2011年，他憑《誰家灶頭無煙火》再度受到關注，獲提名2011年萬千星輝頒獎典禮“飛躍進步男藝員”。
2014年，楊明在《單戀雙城》、《守業者》、《忠奸人》均有亮眼表現，同年加入處境劇《愛·回家》劇組，飾演表面上是個正人君子實為奸險小人的「任我行」，介入男主角馬壯及女主角Alex的戀情，亦出賣親兄，是這部處境劇的大反派，同年再獲提名“飛躍進步男藝員”。2015年，他在《收規華》中擔任男主角「沈一然」一角備受注目，獲提名最受歡迎電視男角色及飛躍進步男藝員，為再被力捧後最吃重的角色。同年，他參演兩齣TVB台慶劇《張保仔》及《梟雄》。而緊接檔台慶劇的古裝武俠劇《刀下留人》擔任男主角飾演「赤知秋」，而同年再次獲提名“飛躍進步男藝員”。
2016年，楊明在《火線下的江湖大佬》、《巨輪2》中開始擔任配角。2017年，他在《心理追兇Mind Hunter》戲份被受注目，開始擔任男主角。同年，第四度提名“飛躍進步男藝員”，楊明在TVB多年，終於獲得《萬千星輝頒獎典禮2017》“飛躍進步男藝員”獎。楊明當時說：「我在TVB已經很多年了」。2018年，他在《果欄中的江湖大嫂》擔任其中配角，其後在《兄弟》中擔任三大男主角之一，飾演「夏天行」Leo一角備受注目。楊明由《兄弟》開始，戲份不斷提升，令近期劇集戲份加入重要元素，逐漸向男一發展。
2019年，楊明於重頭劇《鐵探》中飾演「邱勵傑」（Matt Sir），戲份不少於男主角，戲份大大提升，備受矚目。其後劇集《婚姻合伙人》再次擔任男主角，曾為已退休監製梁材遠常用藝人的楊明，近年則成為無綫電視監製王心慰、方駿釗、陳耀全及王偉仁之常用演員，常飾演包括警察在內之正派角色。

### 發展飲食生意
楊明曾經表示，當演員的收入不穩定，為了儲老婆本，2018年開始涉足飲食界，和友人開設『燉養生』燉湯店，曾於荔枝角、深水埗、灣仔、將軍澳、尖沙咀、元朗（只做外賣）、佐敦、炮台山及屯門均有分店，惟根據Openrice應用程式所示，全部分店已結業，營運模式改為網上訂購，加盟店只是換了店舖名字繼續經營。

## 政治參與
楊明被一般大眾視為親政府人物，並且在香港藝人中政治立場較為鮮明。自反對逃犯條例修訂草案運動開始以來，他便多次發表親政府及支持香港警察的言論，同時也有表達對示威者的不滿。
批評反政府示威者
反對逃犯條例修訂草案運動期間，楊明於2019年6月17日被揭發於無綫電視劇集《機場特警》的演員WhatsApp群組中批評示威者，及對於有兩名示威者自殺的新聞回應，被另一無綫電視藝人梁裕恆批評輕佻，其後楊明指自己沒有評論過和平示威者，是有人斷章取義，欲提高其知名度。楊明表示無侮公開撐警的立場，指網民可以隨便罵他，更指「每人都可有不同立場，但千萬不可傷害人」。
協助清理路障
11月11日「大三罷」行動當中，有人發現楊明在觀塘區幫忙清理示威者堵路的雜物，使道路可以通行。
支持警方執法
2019年12月，楊明連同曹永廉、朱庭萱、姚瑩瑩、李嘉等其他藝人低調到訪香港警察總部，送上一幅印有香港夜景兼寫上支持句子的藍色橫額，以示支持香港警察，並與謝振中、郭嘉銓、江永祥等運動期間代表警方發言的警察合照。照片於Facebook被公開，因此被廣泛報道。
店舖遭示威者破壞
楊明撐警的照片公開後，其有份投資的食肆遭到示威者破壞，但楊明仍堅持其立場，還表示「生意沒了隨時可以再做，人性沒了不知道怎樣找回來......」並向受驚員工的致歉。
其後有傳媒在午市時分到楊明有份投資食肆在灣仔的店舖觀察實際情況，眼見門口已經有一條長龍，店內更是有過百名客人，惟大多數客人為中年人，甚少年青人在場。其後，有網民揭發，燉湯店實際以大派50元現金券谷人氣，自製旺場。有關現金券連同一批印有警徽及寫上寫「警民一心 防騙滅罪」的紫色利是封派發，以該店約$38至$45的套餐而言，即變相免費。
國安法
楊明亦有參與支持港版國安法的聯署。

## 感情生活
楊明年少好玩，曾與多名女性相戀。2002年與陳敏之相戀，惜戀情維持不夠兩年便分手。2006年，他與阮兒相戀，後於2007年與陳敏之復合，但被指愛夜蒲性格未改，再度分手收場。2008年，他再與圈外女友Elaine相戀，二人的床照一度在網上瘋傳，戀情無疾而終。
2013年，他宣布與拍拖三年的圈外女友Joanna在尖沙咀美麗華酒店結婚，不過，一對準新人在籌備婚禮期間吵架，婚宴不了了之，並分手結束三年情。楊明表示因雙方性格不合，還指「如果結婚又離婚，問題仲大。」2016年，他又與莊思明相戀。

## 演出作品

### 電視劇（無綫電視）
| 首播       | 劇名                 | 角色                       |
| 1999年     | 創世紀               | 記 者                      |
| 1999年     | 真情                 | -                          |
| 1999年     | 雙面伊人             | 青年乙                     |
| 1999年     | 人龍傳說             | 葉處徒弟（第1-3集、第9集） |
| 1999年     | 洗冤錄               | 樵 夫（第5集）             |
| 2000年     | 碧血劍               | 太 監                      |
| 2000年     | 無業樓民             | 新 郎                      |
| 2000年     | 男親女愛             | 警 察                      |
| 2000年     | 陀槍師姐II           | -                          |
| 2000年     | 廟街媽兄弟           | -                          |
| 2000年     | 醫神華佗             | -                          |
| 2000年     | 妙手仁心II           | 高 樂                      |
| 2000年     | 雷霆第一關           | Kelvin                     |
| 2001年     | 七姊妹               | 路 人                      |
| 2001年     | 娛樂反斗星           | 雷 霆                      |
| 2001年     | 陀槍師姐III          | 潘志明（Jason）            |
| 2002年     | 情事緝私檔案         | 朱卓豪（車神）             |
| 2002年     | 絕世好爸             | 家 明                      |
| 2003年     | 衛斯理               | 溫寶裕                     |
| 2003年     | 撲水冤家             | -                          |
| 2003年     | 皆大歡喜             | 蕭正華（第116集）          |
| 2003年     | 戀愛自由式           | 江冠傑（Sam）              |
| 2004年     | 隔世追兇             | 高 明（Issac）             |
| 2004年     | 一屋兩家三姓人       | Calvin                     |
| 2004年     | 水浒無間道           | 梁家樂                     |
| 2005年     | 學警雄心             | 玲男友                     |
| 2005年     | 妙手仁心III          | 高 樂                      |
| 2005年     | 窈窕熟女             | 程 俊                      |
| 2006年     | 潮爆大狀             | 高開霆                     |
| 2006年     | 法證先鋒             | 莫卓浩（Frankie）          |
| 2007年     | 突圍行動             | 假警察                     |
| 2007年     | 十兄弟               | 高腳七                     |
| 2007年     | 同事三分親           | Don                        |
| 2007年     | 通天幹探             | Ken                        |
| 2008年     | 與敵同行             | 賓館老闆                   |
| 2008年     | 少年四大名捕         | 金國隨從                   |
| 2008年     | 原來愛上賊           | 鄭偉成                     |
| 2008年     | 銀樓金粉             | 尚世祖                     |
| 2008年     | 珠光寶氣             | Oscar                      |
| 2008年     | 師奶股神             | 司徒曉光                   |
| 2008年     | 溏心風暴之家好月圓   | 黃曉龍（Jimmy）            |
| 2009年     | 大冬瓜               | 小王爺                     |
| 2009年     | 學警狙擊             | 郭景祥                     |
| 2009年     | 老婆大人II           | 李景豪                     |
| 2009年     | 巴不得爸爸...        | 伊利沙伯                   |
| 2010年     | 施公奇案II           | 戚銘賢                     |
| 2010年     | 秋香怒點唐伯虎       | 夏侯勇                     |
| 2010年     | 飛女正傳             | 容文禮                     |
| 2010年     | 囧探查過界           | 王俊峰（Sean）             |
| 2010年     | 翻叮一族             | 鍾 正                      |
| 2010年     | 天天天晴             | 冼 璞                      |
| 2010年     | 女人最痛             | Owen                       |
| 2011年     | Only You 只有您      | Keegan                     |
| 2011年     | 駁命老公追老婆       | 刑 豐（Ryan）              |
| 2011年     | 布衣神相             | 楚晚弓                     |
| 2011年     | 誰家灶頭無煙火       | 田 凱                      |
| 2011年     | 花花世界花家姐       | 古叔藍                     |
| 2011年     | 真相                 | 王志南（Ben）              |
| 2012年     | 當旺爸爸             | Peter                      |
| 2012年     | 心戰                 | 江承宇（Jasper）           |
| 2012年     | 衝呀！瘦薪兵團       | 何正直（Jacky）            |
| 2012年     | 回到三國             | 曹小威                     |
| 2012年     | 天梯                 | 魏保羅                     |
| 2012年     | 幸福摩天輪           | 盧彥斌（Marcus）           |
| 2013年     | 初五啟市錄           | 汪振邦                     |
| 2013年     | 戀愛季節             | 戴宇軒（Hinson）           |
| 2013年     | 情越海岸線           | 陳滿基                     |
| 2013年     | 師父·明白了          | 程英雄                     |
| 2014年     | 單戀雙城             | 程展博                     |
| 2014年     | 守業者               | 洪初九                     |
| 2014年     | 愛我請留言           | 中環謝霆鋒                 |
| 2014年     | 愛·回家              | 任我行（Jaden）            |
| 2014年     | 忠奸人               | 劉 焱                      |
| 2014年     | 我們的天空           | 蜘蛛俠                     |
| 2015年     | 師奶MADAM            | 長恨哥                     |
| 2015年     | 收規華               | 沈一然（岑七公）           |
| 2015年     | 張保仔               | 程 森（Sam）               |
| 2015年     | 陪著你走             | 何 生                      |
| 2015年     | 枭雄                 | 龔學堯                     |
| 2015年     | 刀下留人             | 赤知秋                     |
| 2016年     | 火線下的江湖大佬     | 廖守基（手機）             |
| 2016年     | 巨輪II               | 徐知力（Luck）             |
| 2016年     | 為食神探             | 鄧力勤（Duncan）           |
| 2017年     | 心理追兇 Mind Hunter | 童 日（Day）               |
| 2017年     | 賭城群英會           | 陳小龍                     |
| 2018年     | 果欄中的江湖大嫂     | 黃友財                     |
| 2018年     | 兄弟                 | 夏天行（Leo）              |
| 2018年     | 是咁的，法官閣下     | Mat                        |
| 2019年     | 鐵探                 | 邱勵傑（Matt）             |
| 2019年     | 機動部隊2019         | 丁展博                     |
| 2019年     | 婚姻合伙人           | 郎朝勇（Gus）              |
| 2020年     | 大醬園               | 美國老華僑（第30集）       |
| 2020年     | 機場特警             | 馬容義（Easy）             |
| 2020年     | 降魔的2.0            | Moses                      |
| 2020年     | 迷網                 | 司徒忠（Sunny）            |
| 2020年     | 使徒行者3            | 楊 明                      |
| 2021年     | 伙記辦大事           | 秦永熙                     |
| 2021年     | 逆天奇案             | 郭 皓                      |
| 2021年     | 我家無難事           | 郭得明（Derek）            |
| 2023年至今 | 愛·回家之開心速遞    | 虹豆沙湯遠                 |
| 2023年     | 一舞傾城             | 卓志飛                     |
| 2023年     | 新聞女王             | 譚子釗                     |
| 2024年     | 黑色月光             | 朱柏中                     |

### 電視劇（香港電台電視部）
| 首播   | 劇名                                  | 角色 |
| 2003年 | 執法群英II：重案行動(上)鎗戰 (下)折箭 | 警員 |
| 2005年 | 醫學神探：百年瘟疫(上)(下)            |      |

### 電影
- 2020年：《蛇島的秘密》 飾 陳蔡
- 2020年：《時代》飾演警察[35]

### 舞台劇
- 2025年：《雷雨》 飾演 魯大海[36]

### 綜藝節目（無綫電視）
- 瀛珍大作戰（2000）
- 瀛珍好玩新攪作（2000）
- 康泰最緊要好玩 日本（2000）
- 全城響應助更生（2000）
- 星星相識醫療輔助金禧夜（2000）
- 和你玩得喜
- 世界先生選舉
- 強積金透視（2000）
- 萬千星輝賀台慶（2000年）
- 歡樂滿東華（2000）
- 萬千星輝賀台慶（2001）
- 好客之道攞滿FUN（2001）
- 智醒用氣群星夜（2001）
- 小城巨星挑戰賽（2001）
- 銀行同業為公益（2001）
- 十載同行共環保（2001）
- 職安資訊速遞（2001）
- 星晨旅遊山東真的感受（2001）
- 星晨旅遊泰國真程趣（2002）
- JUNO與他的迷失空間（2003）
- 萬家團圓喜洋洋（2003）
- 星晨旅遊汶萊、沙巴真程趣（2004）
- 星晨旅遊韓國真程趣（2004）
- 反斗紅星冇暑假 打工捱世界（2016）（與袁偉豪主持）
- 都市閒情之赤口格鬥營（2017）（嘉賓）
- 請勿關燈（2017）（嘉賓）
- 星級超常任務（星級健康4之Go Green碳世界）（2017）
- 築·動·愛（2017）（第3集；與傅嘉莉飾演情侶）
- 打工捱世界II（2017）（與袁偉豪主持）
- TVB 50+1周年再出發（2018）
- 萬千星輝賀台慶（2018）
- 如果這樣生活（2019）
- 打工捱世界III（2019）（與袁偉豪主持）
- 仨心友行（2019）

### 音樂錄像
- 鄭伊健 - together
- 陳文媛 - 順路
- 丁菲飛 - 脈搏奔流
- 小雪 - 菩薩
- 楊千嬅 - 向左走向右走
- 李彩樺 - 你唔愛我啦
- 趙頌茹 - 同情心

### 廣告
- 渣打銀行硬照廣告
- 丹華牛仔褲電視廣告
- 無綫電視2003年新春賀年廣告
- 新人類宣傳片

### 其他

#### 無綫月曆
- 2014年4月：鄭裕玲、陳豪、楊怡、蕭正楠、黎諾懿、鄭俊弘、高鈞賢、楊明
- 2016年9月：蕭正楠、田蕊妮、阮兆祥、陳凱琳、吳岱融、梁琤、楊明
- 2017年12月：汪明荃、楊明、洪永城、陳智燊、黃子恆、謝東閔、許廷鏗、黎諾懿、胡鴻鈞

## 曾獲獎項與提名
| 年份   | 頒獎典禮                         | 獎項                    | 作品                           | 結果                                |
| ------ | -------------------------------- | ----------------------- | ------------------------------ | ----------------------------------- |
| 2011年 | 萬千星輝頒獎典禮2011             | 最佳男配角              | 《誰家灶頭無煙火》田 凱        | 提名                                |
| 2011年 | 萬千星輝頒獎典禮2011             | 飛躍進步男藝員          | 不適用                         | 提名                                |
| 2013年 | TVB 馬來西亞星光薈萃頒獎典禮2013 | TVB最具潛質男藝員       | 不適用                         | 提名                                |
| 2014年 | 萬千星輝頒獎典禮2014             | 飛躍進步男藝員          | 不適用                         | 提名                                |
| 2014年 | TVB 馬來西亞星光薈萃頒獎典禮2014 | 最喜愛TVB飛躍進步男藝員 | 不適用                         | 提名                                |
| 2015年 | 星和無綫電視大獎2015             | 我最愛TVB男配角         | 《收規華》沈一然               | 提名                                |
| 2015年 | TVB 馬來西亞星光薈萃頒獎典禮2015 | 最喜愛TVB男配角         | 《收規華》沈一然               | 提名                                |
| 2015年 | TVB 馬來西亞星光薈萃頒獎典禮2015 | 最喜愛TVB飛躍進步男藝員 | 不適用                         | 獲獎                                |
| 2015年 | 萬千星輝頒獎典禮2015             | 最受歡迎電視男角色      | 《收規華》沈一然               | 提名                                |
| 2015年 | 萬千星輝頒獎典禮2015             | 飛躍進步男藝員          | 不適用                         | 提名                                |
| 2016年 | 星和無綫電視大獎2016             | 最喜愛TVB男配角         | 《巨輪II》徐知力               | 提名                                |
| 2016年 | 星和無綫電視大獎2016             | 我最愛TVB電視男角色     | 《巨輪II》徐知力               | 提名                                |
| 2016年 | TVB 馬來西亞星光薈萃頒獎典禮2016 | 最喜愛TVB男配角         | 《火線下的江湖大佬》廖守基     | 獲獎                                |
| 2016年 | TVB 馬來西亞星光薈萃頒獎典禮2016 | 最喜愛TVB電視角色       | 《火線下的江湖大佬》廖守基     | 提名                                |
| 2016年 | TVB 馬來西亞星光薈萃頒獎典禮2016 | 最喜愛TVB節目主持       | 《反斗紅星冇暑假 打工 捱世界》 | 與袁偉豪獲獎                        |
| 2016年 | 萬千星輝頒獎典禮2016             | 最受歡迎電視男角色      | 《火線下的江湖大佬》廖守基     | 提名                                |
| 2016年 | 萬千星輝頒獎典禮2016             | 最佳男配角              | 《巨輪II》徐知力               | 提名                                |
| 2017年 | 星和無綫電視大獎2017             | 最喜愛TVB男配角         | 《心理追兇 Mind Hunter》童 日  | 提名                                |
| 2017年 | 星和無綫電視大獎2017             | 我最愛TVB電視男角色     | 《心理追兇 Mind Hunter》童 日  | 提名                                |
| 2017年 | TVB 馬來西亞星光薈萃頒獎典禮2017 | 最喜愛TVB男配角         | 《心理追兇 Mind Hunter》童 日  | 最後三強                            |
| 2017年 | TVB 馬來西亞星光薈萃頒獎典禮2017 | 最喜愛TVB電視角色       | 《心理追兇 Mind Hunter》童 日  | 提名                                |
| 2017年 | TVB 馬來西亞星光薈萃頒獎典禮2017 | 最喜愛TVB節目主持       | 《打工捱世界II》               | 與袁偉豪入圍最後五強                |
| 2017年 | 萬千星輝頒獎典禮2017             | 最佳男配角              | 《心理追兇 Mind Hunter》童 日  | 提名                                |
| 2017年 | 萬千星輝頒獎典禮2017             | 飛躍進步男藝員          | 不適用                         | 獲獎                                |
| 2018年 | 萬千星輝頒獎典禮2018             | 最佳男主角              | 《兄弟》夏天行                 | 提名                                |
| 2018年 | 萬千星輝頒獎典禮2018             | 新加坡最喜愛TVB男主角   | 《兄弟》夏天行                 | 提名                                |
| 2018年 | 萬千星輝頒獎典禮2018             | 馬來西亞最喜愛TVB男主角 | 《兄弟》夏天行                 | 提名                                |
| 2018年 | 萬千星輝頒獎典禮2018             | 最受歡迎電視男角色      | 《兄弟》夏天行                 | 提名                                |
| 2019年 | 萬千星輝頒獎典禮2019             | 最佳男主角              | 《婚姻合伙人》郎朝勇           | 提名                                |
| 2020年 | 萬千星輝頒獎典禮2020             | 最佳男主角              | 《機場特警》馬容義             | 提名                                |
| 2020年 | 萬千星輝頒獎典禮2020             | 馬來西亞最喜愛TVB男主角 | 《機場特警》馬容義             | 提名                                |
| 2020年 | 萬千星輝頒獎典禮2020             | 最受歡迎電視男角色      | 《機場特警》馬容義             | 提名                                |
| 2021年 | 萬千星輝頒獎典禮2021             | 最佳男主角              | 《伙記辦大事》秦永熙           | 提名                                |
| 2021年 | 萬千星輝頒獎典禮2021             | 最佳男主角              | 《我家無難事》郭得明           | 提名                                |
| 2021年 | 萬千星輝頒獎典禮2021             | 馬來西亞最喜愛TVB男主角 | 《我家無難事》郭得明           | 提名                                |
| 2021年 | 萬千星輝頒獎典禮2021             | 馬來西亞最喜愛TVB男主角 | 《伙記辦大事》秦永熙           | 提名                                |
| 2021年 | 萬千星輝頒獎典禮2021             | 最佳男配角              | 《逆天奇案》郭 皓              | 提名                                |
| 2021年 | 萬千星輝頒獎典禮2021             | 最受歡迎電視拍檔        | 《我家無難事》                 | 與鮑起靜、馬德鐘、車婉婉、胡 㻗提名 |

## 爭議事件

### 多次醉酒駕駛
楊明曾於2005年被發現將座駕停在佐敦道中間行車線，並睡在車中，接受酒精測試時證實超標後被拘捕，其後被判罰款7,000元及停牌1年。2020年7月接受《明報》採訪時，楊明表示憎恨過去的自己經常喝醉，因犯事而被捕。

#### 在馬己仙峽道涉嫌醉酒駕駛被捕
他受訪後僅一個月的2020年8月8日，楊明再度酒後駕車引致交通意外，他駕車在馬己仙峽道落斜時，在玫瑰別墅對開一個左彎位突然越過雙白線，撞向對面線的防撞欄，再衝前約60米，撞毀一個交通指示牌，右邊車頭鏟上石壆後始停下，有一段三米長的石牆被他撞毀，「城西關注組」成員張朝敦表示該段被撞的石牆是有超過80年歷史的戰前建築。楊明送院時滿身酒氣步履不穩，需由警員在兩旁替他撐扶，他被送往瑪麗醫院後，因為拒絶接受酒精呼氣測試被捕。楊明後來於《東張西望》接受訪問時表示，當時他駕車途中突然分神，只記得「搶一搶軚」，之後一度「斷片」，楊明在受訪期間全程避談自己在事發前是否有飲過酒。這和他在兩天前（8月6日）接受訪問時的說法相反，當時楊明表示自己近年已減少飲酒。楊明當時是警方改善形象的宣傳者，但受到事件影響，警方表示將會暫停涉及他的宣傳活動。
事件引起各界廣泛關注，無綫高層樂易玲指事件起因可能是因為楊明壓力過大，而王浩信提及事件時則呼籲不要酒後駕駛。部分藝人亦對其批評，例如黃夏蕙就批評楊明為社會添煩添亂。另外，因應其政治立場，部分民主派人士亦對其揶揄，例如民主黨深水埗區議會袁海文議員，便於楊明所開的燉湯店對面，掛上一幅提醒巿民「切勿酒後駕駛」的橫額，載有一幅疑似楊明在事發後需由三名警員扶住的相片，但眼部被打格仔，還附有一條選擇題，「你認為他駕駛前做了甚麼？A.飲了燉湯 B.飲到劏」。
就車禍中一幅超過80年歷史的石牆損毀之事，中科興業董事總經理潘焯鴻指若要重造三米石牆，修復費用可能需要25萬元，港府可向楊明索償，而路政署亦表明或向涉事人士追討維修及行政費用。多名中西區區議員要求政府不用石屎結構、改為「原汁原味」方式復建石牆，並向楊明追討維修費。10月中，路政署指已經使用被撞毀的石塊完成修復該石牆，過程保留大部分石塊，節省買新材料的成本，維修及行政費用約為4000多元，當中包括工人工資。

#### 兩控罪成立被判監禁但獲准保釋上訴
2021年3月24日，楊明委託擅長於推翻控罪的資深大律師清洪為其法律團隊在東區裁判法院出庭應訊，就「拒絕提供血液樣本作酒精測試」控罪的聆訊，清洪宣稱楊明當晚被送院時神智不清，因為未能清楚知悉被警戒的內容而沒有接受酒精檢測，所以不算拒絕提供檢驗樣本，辯方指當晚警方的程序有瑕疵，亦沒有證據顯示楊明當時的精神狀態。經審訊後，楊明在「拒絕提供血液樣本作酒精測試」的控罪獲裁定不成立，至於楊明承認的「不小心駕駛」及「車窗玻璃光度不足」兩罪則罪名成立。楊明原本須要被還柙至4月14日判刑，以等候背景報告，但在裁判官裁定罪名成立及須要還柙後，楊明的代表律師清洪便向裁判官提出，辯方律師團隊曾經向被告楊明提供錯誤的訊息，令其誤以為不會因為不小心駕駛的控罪，而須要接受任何監禁式的刑罰，辯方稱被告是受到誤導而認罪，因此被告決定推翻之前兩項已承認的控罪，並要求重新審理案件。裁判官批准辯方的要求，案件排期於2021年5月11及12日重新審理，楊明因而沒有在這堂審訊被定罪，並且無須還柙及獲准繼續保釋。律政司曾經就楊明在法庭判決後突然推翻承認控罪的答辯提請覆核，但不獲接納，楊明之後再度承認「不小心駕駛」及「車窗玻璃透光度不足」兩項控罪。
2021年11月4日，案件重新審訊，由裁判官鄧少雄審理，被告楊明以資深大律師許紹鼎為代表。經聆訊後，楊明在「拒絕提供血液樣本作酒精測試」的控罪不成立，而「不小心駕駛」及「車窗玻璃透光度不足」兩項控罪，楊明由承認到否認，到當日又決定認罪，法庭裁定這兩項控罪罪名成立，其中「不小心駕駛」被判監禁18天及停牌兩年，另需自費接受駕駛改進課程，而「車窗玻璃透光度不足」則被判罰款2,000元。在裁判官判刑前，辯方求情稱楊明為家中支柱，每月平均月入8萬元，提供4萬元作家用，但因本案被停薪，失去拍攝電視劇及廣告等機會，收入大減，估計損失100萬元。裁判官鄧少雄回應稱不接納辯方的求情理由，因為楊明毫無疑問於駕駛時受到酒精影響，以致神智不清，無法控制該車輛，楊明容許自己嚴重醉酒，但仍選擇駕車，楊明被判入獄乃「咎由自取」及「自招惡果」，裁判官更強調沒有傷亡只是僥倖。鄧官還指出楊明並非初犯，他在2005年因不小心駕駛被判罰款7,000元及停牌一年；在2007年守行為期間又因刑事毀壞被判150小時社會服務令，楊明亦有其他如超速駕駛、駕駛時使用電話等不良記錄，顯示被告明顯沒有汲取教訓。楊明被判監後，辯方代表即時提出覆核判刑及申請保釋，裁判官批准楊明以30,000元保釋外出，等候覆核刑期，期間每週三次到山頂警署報到及不得離港。

#### 上訴被駁回須要即時入獄
2022年9月22日上午，高等法院上訴庭開庭處理楊明不服判刑而提出的刑期上訴，法官陳仲衡在開審時表明已看過控辯雙方提交的書面陳詞，並要求控方播放涉案的行車紀錄儀片段。法官特別提及楊明在「不小心駕駛」及「車窗玻璃透光度不足」本已認罪，及後改為不認罪，最後又改為認罪，但無論楊明曾經接受過甚麼的法律意見，是否認罪最終也是楊明自己的決定，故此他必須接受其決定所帶來的後果，有關答辯的改變亦會反映在判刑上，而他被控的「不小心駕駛」是鐵證如山，法官之後宣布案件押後至12月22日判決，楊明在等候判決期間可繼續保釋外出，但保釋金被增至10萬元，還要遵守逢周三到警署報到一次、保釋期間不准離港及不得駕駛等保釋條件。
2022年12月22日早上，上訴庭法官陳仲衡宣判駁回上訴，維持原判，包括監禁18天的刑罰，並且需要即時入獄服刑，在犯人欄內的楊明隨即被押送入法院的羈留室，於上午11時20分由囚車押解到荔枝角收押所。法官在判詞中指出楊明屢次犯下同類罪行，他之前獲得輕判但對其起不到警剔作用，楊明未能說服法庭他不會再重犯，而且該案的證據鐵證如山，對於辯方指原審裁判官鄧少雄在缺乏足夠證據下認定楊明在事發時嚴重受到酒精影響，認為裁判官是先入為主及錯誤判斷，法官陳仲衡表示楊明在案發現場滿身酒氣、神志不清，他被送入瑪麗醫院後一度情緒失控並呈現半昏迷狀態，楊明駕駛失控的情況亦極不尋常，所以原審裁判官認為被告嚴重受到酒精影響是有足夠的事實基礎，並非憑空臆測。法官陳仲衡還提到楊明一再推翻答辯，原審裁判官仍給予楊明三分之一的刑期扣減，做法也有很大的商榷，原審的量刑顯然沒有過重。由於辯方提出的上訴理據無一成立，而楊明顯示出的悔意只是一般，故維持原判。在法庭駁回楊明的上訴後，傳媒報導稱他在維基百科上的資料迅即被修改，如住處被改為荔枝角收押所，職業是罪犯等。傳媒引述懲教署消息指楊明暫時會在荔枝角收押所服刑5天，之後或會被轉移到其他監獄繼續服刑，由於判刑不足一個月，所以刑期不會因為假期而獲得扣減，故此楊明需要被監禁18天才會獲釋。楊明被送入收押所後宣稱會有人對他不利及要求特別保護。2022年12月29日早上，楊明被移送到高度設防的赤柱監獄以續服餘下刑期。
2023年1月7日，楊明刑滿出獄，並由其經理人及女友莊思明親自接他離開赤柱監獄。其後，楊明直接回到將軍澳電視廣播城與無綫電視董事局主席許濤及助理總經理（藝員管理及發展）樂易玲會晤及道歉。後楊明分別接受《東張西望》及無綫娛樂新聞台訪問，公開承認過錯，並因自己的飲酒習慣令自己及公司帶來麻煩而兩度鞠躬致歉。

### 襲擊及刑事毀壞
2006年，楊明到夜店消遣但被保安員拒絕入場，楊明因為起飛腳踢保安員，普通襲擊罪成，被判守行為。2007年在守行為期間又醉酒鬧事，在便利店兩次企圖以回鄉卡購物，被店員拒絕後，便在店內搗亂及破壞物品，楊明在守行為期間被控刑事毀壞及罪名成立，被判150小時社會服務令，並須向便利店賠償3,880元。

### 就女友莊思明涉嫌洩露他人私隱事件辯護
2020年1月8日，楊明的女友莊思明因乘搭國泰航班期間未能借筆在社交媒體表示不滿，又公開該航班的所有機艙服務員資料，被網民批評公審及洩露他人私隱。事件其後發酵，國泰航空之本地主要競爭對手香港航空也在社交媒體揶揄事件，舉行送筆活動，並溫馨提示乘客坐飛機時，要帶筆填寫入境紙。至1月12日，楊明未有回應莊思明洩漏機組人員名單的爭議和私隱專員公署的回應，質疑香港航空是否有需要也不能向服務員求助。另一撐警藝人朱庭萱則指責香港航空以「黃絲角度揶揄撐警藝人」，「跟支持祖國的人作對」，又祝香港航空早日結業。

### 涉嫌違例泊車
2020年1月28日，《壹週刊》報導，楊明於當日駕車沿軒尼詩道行駛時，在大有商場附近，把座駕停在前方的巴士站，阻礙公共交通，被網民批評。

### 2019冠狀病毒病期間涉嫌違反限聚令
楊明、莊思明、莊思敏及曹永廉等藝人於2020年7月為電影《時代》進行拍攝，但半百演員及工作人員於招待傳媒訪問及拜神儀式期間，眾多人群均未有戴口罩，被指違反限聚令。現場有路過街坊向電影工作人員及演員要求戴口罩，但他們和在場警察均未有理會。

### 店舖被揭無牌經營及侵權
2020年1月，楊明位於荔枝角昌隆工業大廈地舖的燉湯店被傳媒揭發只有「食物製造廠牌照」，不能招待食客。食物環境衞生署回覆傳媒查詢時表示曾接獲有關投訴，並在2019年9月及2020年1月發現違規的情況，已向有關店鋪負責人以無牌經營食肆罪行提出檢控。楊明回應有關投訴時，卻指責網民無理投訴，自己被針對。
2020年1月22日，傳媒報道楊明的燉湯店盗用泰國藍象商標，而藍象香港的代理百利行環球亦於同日發表聲明，表明自身從未與燉湯店有過任何商業合作關係或收到燉湯店任何使用藍象之肖像權/品牌/商標之申請，並表明如未依照指示移除有關宣傳品，將會採取進一步行動。

## 外部連結
- 楊明的Facebook專頁
- 楊明的tvb.com微博
- 楊明的Instagram帳戶